# Emilie Rosing
Wilhelmine Emilie Rosing, född den 6 mars 1783, död den 23 december 1811, var en dansk skådespelerska och sångerska, dotter till skådespelarparet Michael och Johanne Rosing.
Emilie Rosing fick en avancerad uppfostran enligt franska republikens ideal och beskrivs som mycket intelligent. Hon debuterade på Det Kongelige Teater i Köpenhamn den 10 september 1802. Hon anställdes ursprungligen som korist, men gjorde en så stor succé att hon på kort tid fick spela den ena huvudrollen efter den andra.
Emilie Rosing var ett av det tidiga 1800-talets största stjärnor i Danmark, även om det ibland antyddes att hon mest uppmärksammades för sitt utseendes skull, och skapade stor idolhysteri. Hon ansågs representera det nyklassiska androgyna idealet med sitt pojkaktiga utseende och ansågs ibland okvinnlig.
Hennes intelligenta och annorlunda spelstil väckte debatt. Från fadern hade hon en norsk dialekt, som kritiserades. De roller hon fick var ofta innehållslösa, men hon utvecklade dem och fördjupade dem. Hon var populär i byxroller. Mot slutet av sitt liv drabbades hon av en psykisk och fysisk kollaps. Dödsorsaken uppgavs som kramper.
Hon var gift med teaterdirektören Frederik Schneider.